# Caeruleuptychia lobelia
Caeruleuptychia lobelia är en fjärilsart som beskrevs av Butler 1870. Caeruleuptychia lobelia ingår i släktet Caeruleuptychia och familjen praktfjärilar. Inga underarter finns listade i Catalogue of Life.